# فرانس فرانکن مهتر
فرانس فرانکن مهتر (انگلیسی: Frans Francken the Younger؛ 1581 – ۶ مهٔ ۱۶۴۲) نقاشی اهل هلند هابسبورگ بود.